# 深澤辰哉
深澤 辰哉（ふかざわ たつや、1992年〈平成4年〉5月5日 - ）は、日本のアイドル、タレント、俳優、コメンテーター。男性アイドルグループ・Snow Manのメンバー。愛称は、ふっか、ふっかさん。
東京都出身。STARTO ENTERTAINMENT所属。

## 来歴
母親がバラエティ番組『Ya-Ya-yah』の追加オーディションに応募したことがきっかけで、2004年8月12日、小学6年生でジャニーズ事務所に入所。SMAPや嵐のファンであった母親に促されて数ヶ月前から振り付けを覚えていたというタッキー&翼の「夢物語」がたまたまオーディション曲であったため、その場で覚えずとも踊れたというが、そのときは選考されなかった。しかしその後、敗者復活という形で再度オーディションに呼ばれ、今度は終わったその足で取材を受けに行った。行くと母親からお駄賃を貰えるということもあり、当時はただ呼ばれたから行くというだけであったが、ジャニーズJr.として活動するうちに憧れや目標ができていった。
2005年からジャニーズJr.内ユニット・J.J.Express（Hey! Say! JUMPの前身グループ）のメンバーとして活動。2007年にHey!Say!JUMPがデビューするもメンバーからは落選。長く続けるつもりはなかったため深刻に受け止めなかったが、橋本良亮が号泣している姿を見て初めてデビューを意識する。
その後、Jr.BOYSとして活動。2009年にMis Snow Manが結成される。しかしこの時は怪我で一時活動を休止しており、治った後に観に行ったA.B.C-ZとKis-My-Ft2の合同コンサートにてJr.BOYSで同じだったメンバーがMis Snow Manとして紹介されていた。置いていかれたと焦り、ジャニー喜多川に今まで一緒に活動していたことを電話で伝えると「じゃあ、入っちゃえばいいじゃん」と告げられあっさり加入。そのため全員のイニシャルをとって付けられたグループ名であるはずが、深澤の"F"が入っていない。
2012年からSnow Manのメンバーとして活動。
2018年10月24日、舞台『キャッシュ・オン・デリバリー』で初の外部出演を果たし、佐久間大介とW主演を務める。
15年の下積みを経て、2020年1月22日にシングル『D.D./Imitation Rain』でCDデビュー。
2022年4月7日、『ノンストップ!』にて木曜日の隔週レギュラーに就任。自身初のレギュラーコメンテーターとして出演する番組であり、初の単独レギュラー番組となる。同年9月3日、この年10周年を迎える『有吉の夏休み』にジャニーズ事務所から初参加を果たし、その後2023年、2024年と3年連続で出演した。
2023年11月4日、『今日からラブリーマン』でドラマ単独初主演を果たす。第1話、第2話は、配信翌日にTELASAでの再生数で1位を記録した。
2025年5月5日、33歳の誕生日に個人のInstagramアカウントを開設。

## 人物
Snow ManのMC担当。いじられキャラ、愛されお笑いキャラながら親しみやすさとギャップの振り幅に「リアコ枠」とも言われている。最年長メンバーであり、最年少のラウールとは11歳差。
5月5日のこどもの日に誕生したため、「鯉のぼりはいずれ辰（りゅう）になる」という故事から「辰哉（たつや）」と命名された。2歳下の妹がおり、2022年には毎年プレゼントをねだられ買ってしまうことを明かしていた。実家のリビングには家に来たことのあるメンバーのうちわが飾られており、深澤の母にうちわを飾ってもらいたいという理由からJr.時代は多くのJr.が遊びに来ていた。
幼少期は長野博のウルトラマンティガ、小学生の頃はONE PIECEのサンジに憧れ、将来の夢はコックさんだった。幼稚園から7年間サッカーをしており、小学校高学年の頃はバスケ部、高校時代は器械体操部に所属していた。
座右の銘は「自由」。好きな言葉は「一攫千金」。

### 性格
- "Snow Manの精神的支柱"とも言われており[43][44]、ラウールからは「“優しい”という言葉が誰よりも似合う人[45]」、渡辺翔太からは「多分日本の中でいちばん優しい人[46]」、岩本照からは「平和主義者[45]」、目黒蓮からは「とにかく優しい。ふっかさんと話すと、いつも以上に優しい気持ちが増す気がします[47]」と言われている。後輩への面倒見もよく、「根本的に人の面倒を見るのが好きだし、俺が先輩方にしてもらったことを継承してるっていうのもある」と話す[48][49]。
- “お調子者で、コミュニケーション好き”と思われているが、プライベートではかなり人見知りで、街を歩く時も気配を消している[50]。YouTubeはすっぴんで出るなど「アイドル」を作りすぎず、ファンの「一番近くにいる人」になることを目指している[51]。
- 潔癖症[52]で虫が苦手[53]。

#### 二枚目だった高校時代
一軍と言われ、高校時代は「目立ちたいから」という理由で廊下でロンダートバク宙をしていた。
高校時代のバレンタインは貰いすぎて個数を数えていなかった。電話越しの深澤の声で好きになってしまうからと「夜中の深澤の電話に出るな」という噂が広まったり、ロッカーから手紙が雪崩のように出てくるなどのモテエピソードが有名であり、廊下で女の子2人が“どっちが深澤のことが本当に好きなのか”で揉めていたというエピソードも本当だと高校が同じである岩本照が証言している。高校の後輩にあたる鈴木愛理からも、そのモテぶりから「伝説の人」とまで言われていたことを明かされている。

#### 三枚目への転換期
20歳のころ、滝沢秀明から「目指す路線、おまえはたぶんちがうぞ」、「お前はそっちじゃない」と指摘され、ボケたりいじられたりもする三枚目に転換する。
最初はショックを受け、滝沢からいじられ始めた当初は戸惑いも大きかった。また、メンバーもいじることに慣れていないため観客が笑えない空気になることも多く、ただただ公開で悪口を浴びせられてるだけのような状況が続いたこともあったが、徐々に浸透していき、自身も人の笑顔を見て喜びを感じ、「こっちの方が自分らしい」と素直に思うようになる。また返答する場面が増えたことでトークの勉強にもなり、このタイミングで河合郁人から「ボケるだけじゃなくMCもやった方がいい」と勧められ、現在のスタイルが生まれた。
滝沢と出会ったことは人生のターニングポイントの一つであり、「怖い人です」と言いつつも、「滝沢（秀明）くんと出会ってなければ、いまこの事務所にいるかもわからない」と話す。

### 趣味・特技・嗜好
- 特技はクレーンゲーム。5歳の時からの趣味で、景品を取り過ぎて出入り禁止になってしまった過去を持つ[67]。Jr.時代から『ジャニーズJr.チャンネル』にてその腕前を披露しており[68]、2023年10月17日に放送された『再現できたら100万円!THE神業チャレンジ』（TBS）では鉄線に触れてしまうと電流が流れる難易度MAXのファイナルステージに挑戦し100万円を獲得した[69][70]。同番組ではその後も挑戦を続けている[71]。
- ゲーム好きで、2022年1月1日には『Johnny's Gaming Room』のメンバーに選ばれる[72][73]。"アイドルナンバーワンのポケモンカード好き"を自負しており[74]、宮田俊哉、高橋恭平、京本大我と「ポケカ部」を結成し、同チャンネルでは対決模様を配信している[75][76][77]。コロナ禍のステイホーム中に出会い、夜から朝にかけて友だちと対戦していることもある[78]。
- アクセサリーが好きで、普段はピアスを欠かさない。穴は左耳のみに2個あいていて、フープの時以外は違うデザインを組み合わせている。複数つける時は、ブランドを統一してる[79]。
- モノマネを得意とし、入所当時は亀梨和也や松本潤など様々な先輩のモノマネを度々披露していた[80]。鉄板ネタは「河合郁人がやる松本潤のモノマネ」[61]。
- 漫画も好きであり佐久間大介に勧められて読み始めた『弱虫ペダル』が一番大好きで漫画全巻所持。アニメは4〜5回観た。『アオアシ』『盾の勇者の成り上がり』も好き[81]。『ブラッククローバー』は主題歌に起用される前から大ファンであった[82]。
- 芸能界で仕事をしてからも貯金を一度もしたことがなく、給料が入ったら入った分だけ使ってしまうため、クレジットカードも何度も止められている。腕時計の収集が趣味で、2024年3月時点で2桁所持している[83]。「時計買えないと結婚は無理です」と名言している[84]。
- 好きな食べ物はラーメン[85]。週5で食べていたこともあり、好みは「（麺）固め、（味）濃いめ、（油）多め」[85]。魚介類[86]、車エビ[87]、モンブラン[88]、無糖のアイスコーヒー[89]、鉄板焼き、長芋、漬け物、カリカリ梅[90]も好き。お酒は家では飲まず、先輩との外食時のみ飲む。偏食気味だと告白している[90]。

### 交友関係
- 同期に山田涼介、橋本良亮、阿部亮平がいる[1]。J.J.Expressとして活動していたころ、橋本は毎日のように深澤の家に遊びに来ていた[91]。
- 尊敬している先輩は滝沢秀明とA.B.C-Zの河合郁人[92]。滝沢とはプライベートでランチ、ホームセンター、ディナーに行くほど可愛がられている[93]。河合とは17歳のころ、KAT-TUNのツアーに同行した際に面倒を見てもらい、そのトーク力と優しさに憧れを抱いた[1]。『ザ少年倶楽部』では「Jr.にQ」のコーナーなど河合をサポートする形で度々MCに参加したり[94]、河合と「少クラモノマネ学園」コーナーも担当していた[95][96]。過去には仕事終わりの深澤を待ち伏せしたり、用事がないのに深夜に呼び出したりと、河合の“深澤愛”に「誰も勝てない」と話題になったが[97]、バラエティ番組では河合の誘いをドタキャンしてKis-My-Ft2の玉森裕太との食事を優先させたことがあると告白して笑いを誘うなど、遠慮のない2人ならではの関係性で親しまれている[98]。
- 岩本照とは高校が同じであり[59]、精神面、パフォーマンス面と異なる角度からグループを支えてきたことから「いわふかコンビ」「夫婦」と呼ばれている[99]。学生時代は毎日一緒に通学し、舞台期間中の楽屋も同じ。岩本の存在を「昔はお互いの弟や妹とも遊んでいたし、一番家族に近い存在」と語る[50]。
- 渡辺翔太とはジャニーズJr. 時代から尖っていた2人であること、時に悪ノリする男友達のような関係性であることから「悪友コンビ」と呼ばれている[100]。プライベートでは年上組の渡辺翔太、佐久間大介と買い物をすることが多い[101]。
- 阿部亮平とは事務所に入った日が同じで「同期コンビ」と呼ばれており[102]、 辛かった経験も共有してきた仲[1]。一緒にSnow Manのライブ構成も担当している[103]。
- 深澤辰哉、向井康二、佐久間大介の3人トリオで「ドラマ班」と呼ばれている[104]。キャプテンは向井、リーダーは佐久間、班長は深澤であり、2021年1月21日に「もっとドラマに出たい！」と主張したショートドラマという名のコント動画を投稿したことをきっかけに、自虐的に“ドラマ班”を名乗るようになった[104][105]。しかし2023年からドラマの仕事が増えたことで、存続の危機に陥っている[105]。
- Sexy Zoneの佐藤勝利とは出身中学校が同じ。1996年生まれと1992年生まれであるため同時期に通ってはいないが、佐藤はいとこが深澤と同じ世代だという理由で「中学の先輩後輩」というより「地元のお兄ちゃん」という感覚でいるという[106]。
- Hey! Say! JUMPの有岡大貴、八乙女光、髙木雄也とはJ.J.Express時代、“いつメン”と呼ばれるほど行動を共にしていた[91]。伊野尾慧からは「深澤の家がＪｒ．のホテルみたいな感じで、みんな泊まりに行ってた」 知念侑李からは「しょっちゅう行っていた」と思い出を明かされており、深澤も「夏休み中は毎日来てました」と話している[107][108]。Snow Manデビュー時には、「深澤はSnow Manでずっと続けてたんで、JUMPのメンバーも『良かった〜』ってデビューを喜んでました」と語っていた[107]。
- 高校の同級生に味方良介[109]、仲野太賀、染谷将太、剛力彩芽、滝沢カレンがいる[110]。味方は器械体操部でも一緒であった他[109]、剛力彩芽とは弁当のおかずを盗んで喧嘩するほど仲が良く、「モテてました」と明かされている[111]。滝沢カレンとは補習仲間だった[112]。
- 大学の同級生に磯村勇斗がいる[110]。「ふかたつ」と呼ばれ、授業のノートを見せてもらうこともあったが、同時期に大学を退学をした[113]。
- バナナマンの設楽統とは『ノンストップ!』で共演して以来、設楽一家とプライベートで食事に行ったり2日連続で買い物に行くなど親交が深い[114][115]。裏表がないことや、可愛いことを褒められ[116]、30歳の誕生日にはおそろいの財布と手紙のプレゼントをもらった[115]。
- 松丸亮吾とは家に遊びに行く仲[117]。

## 出演
グループでの出演はJ.J.Express、Mis Snow Man、Snow Manを参照。個人での出演のみ記載

### テレビドラマ
- 花のズボラ飯 第4話（2012年11月13日、毎日放送）[118] - 小宮 役
- BAD BOYS J（2013年4月7日 - 6月23日、日本テレビ） - 岩見エイジ 役[119]
- お兄ちゃん、ガチャ 第4話（2015年2月1日、日本テレビ） - セーギ 役[120]
- 悪の波動 殺人分析班スピンオフ（2019年10月6日 - 11月3日、WOWOW） - 矢島啓介 役[121]
- 記憶捜査〜新宿東署事件ファイル〜（2020年7月27日、テレビ東京） - 橘修平 役[122]
- 今日からヒットマン（2023年10月27日 - 12月15日、テレビ朝日） - 山本照久 役[123][124]
- 春になったら（2024年1月15日 - 3月25日、関西テレビ・フジテレビ） - 岸圭吾 役[125]
- わたしの宝物（2024年10月17日 - 12月19日、フジテレビ） - 冬月稜 役[126]
- 誘拐の日（2025年7月8日 - 、テレビ朝日） - 山崎忠 役[127]

### 配信ドラマ
- 今日からヒットマン スピンオフドラマ『今日からラブリーマン』（2023年11月4日 - 12月1日、TELASA） - 主演・山本照久 役[128][25]
- わたしの宝物 スピンオフドラマ『ぼくの宝物』（2024年12月19日、FOD） - 冬月稜 役[129]

### テレビ番組
- ガムシャラ!（2014年6月14日 - 2016年3月12日、テレビ朝日）[130][131]
- 櫻井・有吉THE夜会（2020年11月5日 - 、TBSテレビ） - 準会員[132][133]
- ノンストップ!（2022年4月7日 - 、フジテレビ） - 隔週で木曜レギュラー[134]
- 超こどもの日 2100年まで生きる君へ（2024年5月4日、TBSテレビ） - ｢リメイクファッションショー｣企画で佐久間大介とMC[135][136]
- おまかせキング（2024年12月31日、フジテレビ） - 単独MC[137]

### 映画
- HOT SNOW（2011年7月9日公開、メディアプルポ） - 主演・丹野史也 役（Mis Snow Manとして主演）[138]
- 劇場版 私立バカレア高校（2012年10月13日公開、ショウゲート） - 五十嵐駿 役[139]
- 劇場版 BAD BOYS J -最後に守るもの-（2013年11月9日公開、ショウゲート） - 岩見エイジ 役[140]
- ラスト・ホールド!（2018年5月12日公開、松竹） - 新井武蔵 役[141]
- 映画 少年たち（2019年3月29日公開、松竹） - タスク 役[142]
- おそ松さん（2022年3月25日公開、東宝） - 主演・一松 役（Snow Manとして主演）[143]

### 舞台
- Endless SHOCK（2005年1月8日 - 2月28日、帝国劇場） - コウイチの子ども時代 役[144][145][146]
- DREAM BOY
  - KAT-TUN vs 関ジャニ∞ Musical Dream Boys（2006年1月3日 - 29日、帝国劇場）[147]
  - DREAM BOYS（2008年3月4日 - 30日、帝国劇場)[148]
- 少年隊 PLAYZONE FINAL 1986-2008 SHOW TIME Hit Series Change（2008年7月6日 - 8月8日、青山劇場）[148]
- SUMMARY 2008（2008年8月2日 - 9月5日、お台場 青海J地区特設会場 Johnnys Theater）[148]
- キャッシュ・オン・デリバリー（2018年10月24日 - 28日、松下IMPホール / 11月2日 - 5日、シアタートラム） - 主演・エリック・スワン 役（佐久間大介とW主演）[14][149]
- 祭 GALA（2024年4月1日 - 29日、新橋演舞場） - 主演（岩本照、宮舘涼太とトリプル主演）[150]

### ネット配信
- Johnny's Gaming Room（2022年1月1日 - 、YouTube） - スターティングメンバー[73]
- 今日からヒットマン『キャスト集合スペシャルトーク』（2023年10月25日・27日、TELASA・TVer） - 宣伝隊長としてMC出演[151][152]

### コンサート
- JOHNNYS' Jr. Hey Say 07 in YOKOHAMA ARENA（2007年9月23日・24日、横浜アリーナ）[153]
- Live Houseジャニーズ銀座 ジャニーズJr.《Part2》（2013年5月17日 - 19日、シアタークリエ）[154]
- ガムシャラ Sexy 夏祭り!!〔チーム我〕（2014年7月30日・8月1日・2日・5日・9日・10日、EXシアター六本木）[155][156]

### CM
- ロート製薬「OXYデオドラントボディローション」（2008年） - 宮舘涼太、加藤冠、大川慶吾、阿部亮平と共演[157]
- AOKIホールディングス スーツデビュー・スーツ全品半額 「スーツデビュー」篇（2013年2月7日 - ）[158]
- 大阪王将「冷凍餃子シリーズ」イメージキャラクター（2024年9月12日 - ） - 渡辺翔太と共演[159][160]
- スポット「スポットバイトル」CMキャラクター（2025年3月15日 - ） - 向井康二、佐久間大介と共演[161]
- パレンテ - 岩本照、宮舘涼太と共演
  - 「WAVE コンタクトレンズ」CMキャラクター（2025年4月7日 - ）[162][163]
  - 「WAVE カラーコンタクトRING」（2025年6月3日 - ） - Web CM[164]
- 任天堂 Nintendo Switch 2「マリオカート ワールド」（2025年5月15日 - ） - ラウール、渡辺翔太、目黒蓮と共演[165]

## 作品

### ソロ曲
| 曲名         | リンク     | 作詞               | 作曲                                              | JASRAC 作品コード | 名義     | 収録                                          |
| ------------ | ---------- | ------------------ | ------------------------------------------------- | ----------------- | -------- | --------------------------------------------- |
| あの日の少年 |            | Funk Uchino        | Masataka Hirota Ryo Saito Ryota Nakai Funk Uchino | 302-0856-4        | 祭 GALA  | 映像作品『祭 GALA』収録                       |
| iro iro      | [ 動画 1 ] | 片岡健太（sumika） | 片岡健太（sumika）                                | 315-2639-0        | Snow Man | アルバム『THE BEST 2020-2025』 〈通常盤〉収録 |

### ユニット曲
| 曲名              | リンク     | 作詞            | 作曲                                                | 振付   | JASRAC 作品コード | メンバー                   | 収録                                     |
| ----------------- | ---------- | --------------- | --------------------------------------------------- | ------ | ----------------- | -------------------------- | ---------------------------------------- |
| P.M.G             | [ 動画 2 ] | katsuki.CF      | katsuki.CF サイトウリョースケ TARO MIZOTE           |        | 265-8482-4        | 深澤辰哉&向井康二&宮舘涼太 | アルバム『Snow Mania S1』〈初回盤B〉収録 |
| ガラライキュ！    | [ 動画 3 ] | Nobuhiro Tahara | Nobuhiro Tahara                                     |        | 275-7545-4        | 深澤辰哉&ラウール&渡辺翔太 | アルバム『Snow Labo. S2』〈初回盤B〉収録 |
| Vroom Vroom Vroom | [ 動画 4 ] | Funk Uchino     | BERGLUND KEN MIKAEL KIM CHANG ROCK CR SB KIM SU BIN | 岩本照 | 1S0-1933-0        | 岩本照&深澤辰哉&宮舘涼太   | アルバム『i DO ME』〈通常盤〉収録        |
| ナイトスケープ    |            | Kaz Kuwamura    | p.e.t. Kaz Kuwamura                                 |        | 309-0207-0        | 深澤辰哉&阿部亮平&宮舘涼太 | アルバム『RAYS』〈初回盤B〉収録          |

## 雑誌
- ワニブックス『WiNK UP』「フッカ先生のお悩み相談室」 [176]